# Wiewiórki (województwo kujawsko-pomorskie)
Wiewiórki – wieś w Polsce położona w województwie kujawsko-pomorskim, w powiecie wąbrzeskim, w gminie Płużnica.
Przez wieś przechodzi droga wojewódzka nr 543.
Wieś królewska w 1664 roku należała do starostwa pokrzywnickiego. W latach 1975–1998 miejscowość należała administracyjnie do województwa toruńskiego. Według Narodowego Spisu Powszechnego (III 2011 r.) liczyła 296 mieszkańców. Jest ósmą co do wielkości miejscowością gminy Płużnica.
Znajduje się tu niemiecki cmentarz wojenny.